# (1131) Порция
(1131) По́рция (лат. Porzia) — астероид, относящийся к группе астероидов, которые пересекают орбиту Марса. Принадлежит к светлому спектральному классу S. Был открыт 10 сентября 1929 года немецким астрономом Карлом Райнмутом в обсерватории Хайдельберга и назван в честь одной из героинь трагедии Шекспира «Юлий Цезарь».

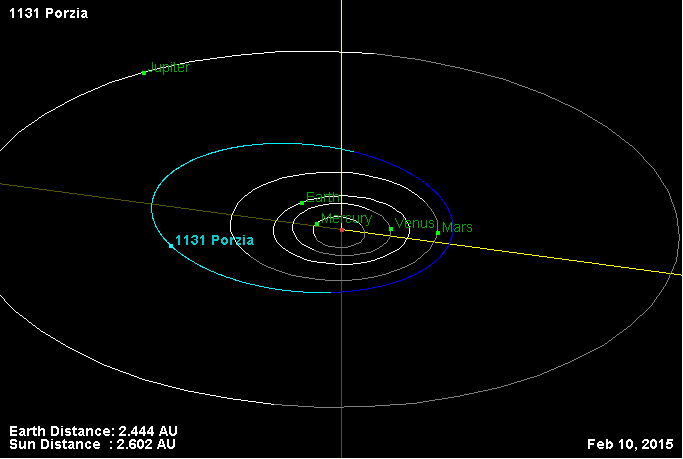
Орбита астероида Порция и его положение в Солнечной системе